# Vrijmans

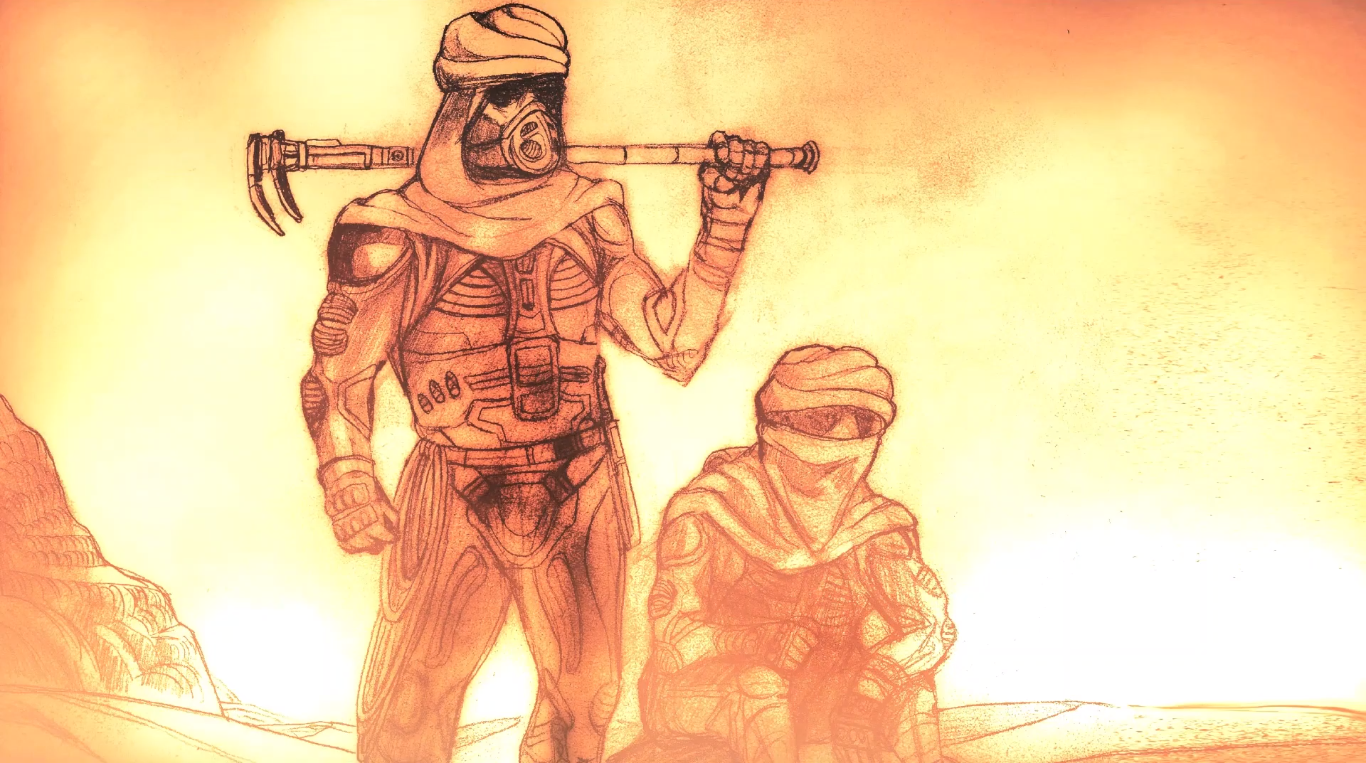
Fanart van twee Vrijmans in hun typische omgeving.

De Vrijmans (Engels: Fremen) zijn in het Duin-universum, gecreëerd door Frank Herbert, de mensen die sinds de oudheid de planeet Arrakis hebben bewoond.
De Vrijmans leven in de diepe woestijn, het minst bewoonbare gebied ter wereld, waar ze onder de barre omstandigheden extreme overlevingsmogelijkheden ontwikkelden. Een sleutelelement van de sage: de Vrijmans hielpen de jonge hertog Paul Atreides te overleven in de woestijn en wierpen later Padisjah keizer Shaddam IV omver. Het geloof dat Paul hun langverwachte messias was, was een van de redenen die aan het einde van het eerste deel van Duin de Jihad (heilige oorlog) veroorzaakte.

## Kenmerken
De Vrijmans zijn het pioniersvolk van Arrakis (Duin), afstammelingen van de nomadische Zensunni, een schismatische gemeenschap. De Zensunni moesten van planeet naar planeet navigeren in de hoop een plek te vinden om te wonen. Door de meeste mensen afgewezen, vonden ze uiteindelijk een woestijnplaneet die ze Duin noemen, in het rijk bekend als Arrakis.
Diep getekend door de staatloze toestand van hun vaderen, en vooral door de minachting van andere volkeren, riepen ze zichzelf uit tot Free Men of Dune, van de Engelse Freemen (Fremen). Echte inwoners van Dune (Duin), ze zullen niet toestaan dat iemand hen van hun planeet probeert te beroven.
De Vrijmans consumeren aanzienlijke hoeveelheden specerijen in hun voedsel. Omdat de lucht van Arrakis er bovendien mee verzadigd is, leven ze vrijwel permanent onder de invloed van het kruid (ook bekend als specie of melange). Vanwege de eigenschappen van het mengsel zijn de ogen van de Vrijmans blauw op een blauwe achtergrond (zonder wit), net als die van elke man die er te veel van absorbeert: de “ogen van de Ibad”. De Vrijmans lijken echter niet afhankelijk van de Mixture, wat suggereert dat hun lichaam perfect is aangepast aan de substantie.
De Vrijmans vergoddelijkten de zandworm of Shai-Hulud, wat het belang verklaart dat ze hechten aan het berijden van een worm en de waarde die ze hechten aan de Krys die ze uit zandwormtanden snijden. Toch kennen de Vrijmans de gevaren van hun god en gebruiken ze uitgebreide tactieken om hem aan te roepen. Ze kennen bepaalde bijzonderheden van het Holtzmann-effect van schilden ook al langer dan de grote Huizen. Het Holtzmann-effect trekt zandwormen aan en maakt ze gek, waardoor de schilddrager tot een vrijwel zekere dood wordt veroordeeld.